# Budai Dávid
Budai Dávid (Veszprém, 1980. –) magyar színész.

## Életpályája
Veszprémben született, 1980-ban. A Széchényi Ferenc Kertészeti Szakközépiskolában érettségizett, és újságírást is tanult. A Nyugat-magyarországi Egyetem Savaria Egyetemi Központban kommunikáció-magyar szakon szerzett diplomát 2011-ben.   
Színészetet Szombathelyen tanult, a Berzsenyi Dániel Főiskolán indult képzés keretében. 2008-as megalapításától, színész hallgatóként a Weöres Sándor Színház állandó társulatának egyik alapító tagja, 2014-ig színésze. Játszott a Karneválszínház előadásaiban is. 2015-től szabadfoglalkozású színész és újságíróként a Vas Népe szerkesztőgében is dolgozott.

## Fontosabb színházi szerepei
- Fjodor Mihajlovics Dosztojevszkij: A félkegyelmű... Lebegyev unokaöccse
- Arisztophanész – Hamvai Kornél – Nádasdy Kálmán: Lüzisztraté... Pürilampész
- Ovidius: Átváltozások... szereplő
- Victor Hugo – Jeles András: A nevető ember... szereplő
- Frances Hodgson Burnett: A kis lord... Adjutáns
- Georges Feydeau: A tartalék tartalékos... Pálffy herceg, tartalékos
- Dale Wasserman – Mitch Leigh – Joe Darion: La Mancha lovagja... José
- Joe Masteroff – John Kander – Fred Ebb: Kabaré... Viktor; Taxis
- John Kander – Fred Ebb – Bob Fosse: Chicago... Bíró
- Bohumil Hrabal – Ivo Krobot: Szigorúan ellenőrzött vonatok... Fiú
- George Orwell – Dömötör Tamás: Farm Bt. ... Malvin
- Fukazava Sicsiró – Jeles András: Zarándokének – avagy a színház elfoglalása... I. fegyveres
- Madách Imre: Az ember tragédiája... szereplő
- Weöres Sándor: Szent György és a Sárkány... A Sárkány papja
- Háy János: Rák Jóska, dán királyfi... Jani, paraszt
- Sultz Sándor: Szakmák színháza... Dávid, Jancsi barátja
- Sultz Sándor: Mérnökszínház, avagy a Bőröndrobogó és a Xanaxok... Dávid
- Devecsery László: A kék pék... Kalács Kázmér, a kék pék
- Szirmai Albert – Bakonyi Károly – Gábor Andor: Mágnás Miska című műve alapján – Czukor Balázs – Khaled-Abdo Szaida: Cudar világ... Pixi gróf
- Illyés Gyula – Zalán Tibor – Huzella Péter: Hetvenhét... Lajos
- Láss csudát! – (rendező: Jordán Tamás) ... szereplő
- Öt az egyben – (rendező: Czukor Balázs) ... szereplő